# Mate Šimunović
Mate Šimunović (Stilja, 1900. − Vrgorac, 1969.) bio je hrvatski svjetski putnik.

## Životopis
Sa psom Globusom prešao je pješice, biciklom i malom jedrilicom 360.000 kilometara. U putovanju je proveo 19 godina, od 1928. do 1947. godine. O njegovom su putovanju pisale svjetske novine poput New York Timesa, La Prense, El Telegrafa i niz drugih. Putovanje je dokumentirano u njegovoj putničkoj knjizi, u koju su mu se potpisale brojne slavne osobe.
Vratio se 1946. godine u Vrgorac. Zbog slobodoumlja bio je pod nadzorom komunističkog režima te više puta osuđivan i zatvaran. Zbog toga mu je zabranjen izlazak iz Jugoslavije. Umro je 1969. godine i pokopan je u rodnome selu Stilja kod Vrgorca.
Bio je poznat pod nadimkom Mate Svjetski.

## Počasti
- Knjiga „Ja, Mate Svjetski” (2013.)

## Poveznice
- Željko Malnar
- Oskar Vojnić

### Članci
- Brkić Vučina, Mirna; Rašić, Ivana. 2019. Ja, Mate Svjetski autobiografski zapisi prvoga hrvatskog svjetskog putnika. Mostariensia. Sveučilište u Mostaru. Mostar. 23 (2): 57–68